# جفت‌گیری (جانورشناسی)
در جانورشناسی، جفت‌گیری (به انگلیسی: Copulation) رفتار جنسی جانوری است که در آن نر اسپرم را، به ویژه به‌طور مستقیم به دستگاه تناسلی او وارد بدن ماده می‌کند. این یک جنبه از جفت‌گیری است. بسیاری از جانورانی که در آب زندگی می‌کنند از لقاح بیرونی استفاده می‌کنند، در حالی که لقاح درونی ممکن است از نیاز به نگهداری گامت‌ها در یک محیط مایع در دوره اردویسین پسین ایجاد شده باشد. لقاح درونی با بسیاری از مهره‌داران (مانند همه خزندگان، برخی از ماهیان و بیشتر پرندگان) از طریق جفت‌گیری پارگین، معروف به بوسه پارگین (همچنین همی‌پنیس را ببینید) رخ می‌دهد، در حالی که پستانداران به صورت واژینال جفت می‌شوند، و بسیاری از مهره‌داران نخستین از طریق لقاح بیرونی تولیدمثل می‌کنند.